# باشگاه فوتبال البطائح
باشگاه فوتبال البطائح، یک باشگاه فوتبال در البطائح، شارجه امارات متحده عربی است که در لیگ برتر فوتبال امارات حضور دارد.

## تاریخچه
این باشگاه در سال ۲۰۱۲ تأسیس شد و فعالیت‌های ورزشی خود را با تنیس روی میز و دو و میدانی آغاز کرد. تیم فوتبال در سال ۲۰۱۳ به عنوان یک آکادمی جوانان تأسیس شد و در بسیاری از مسابقات جوانان شرکت کرد. در سال ۲۰۱۹، این باشگاه به سیستم لیگ فوتبال امارات در لیگ دسته اول امارات ملحق شد. این باشگاه پس از کسب مقام دوم در فصل ۲۰۲۱–۲۲، در سال ۲۰۲۱ صعود خود را به لیگ برتر تضمین کرد و به یکی از سریع‌ترین باشگاه‌هایی تبدیل شد که موفق به صعود می‌شوند زیرا آنها فقط سه فصل را در لیگ دسته اول سپری کردند.

## کادر فنی
| موقعیت           | نام                                |
| ---------------- | ---------------------------------- |
| سرمربی           | فرهاد مجیدی                        |
| کمک مربی         | گابریل پین فرزاد مجیدی صالح مصطفوی |
| مربی دروازه بان  | سعود الحسنی                        |
| مربی بدنسازی     | علیرضا ربانی                       |
| آنالیزور مسابقات | محمود الهاشمی                      |
| مدیر ورزشی       | حسین یاسر                          |